# Велсюм (Олст-Веє)
Велсюм (нід. Welsum) — село в нідерландській провінції Оверейсел. Входить до муніципалітету Олст-Веє.
Його площа становить 8,89 км², а населення станом на 2021 рік складало 625 осіб.

## Галерея

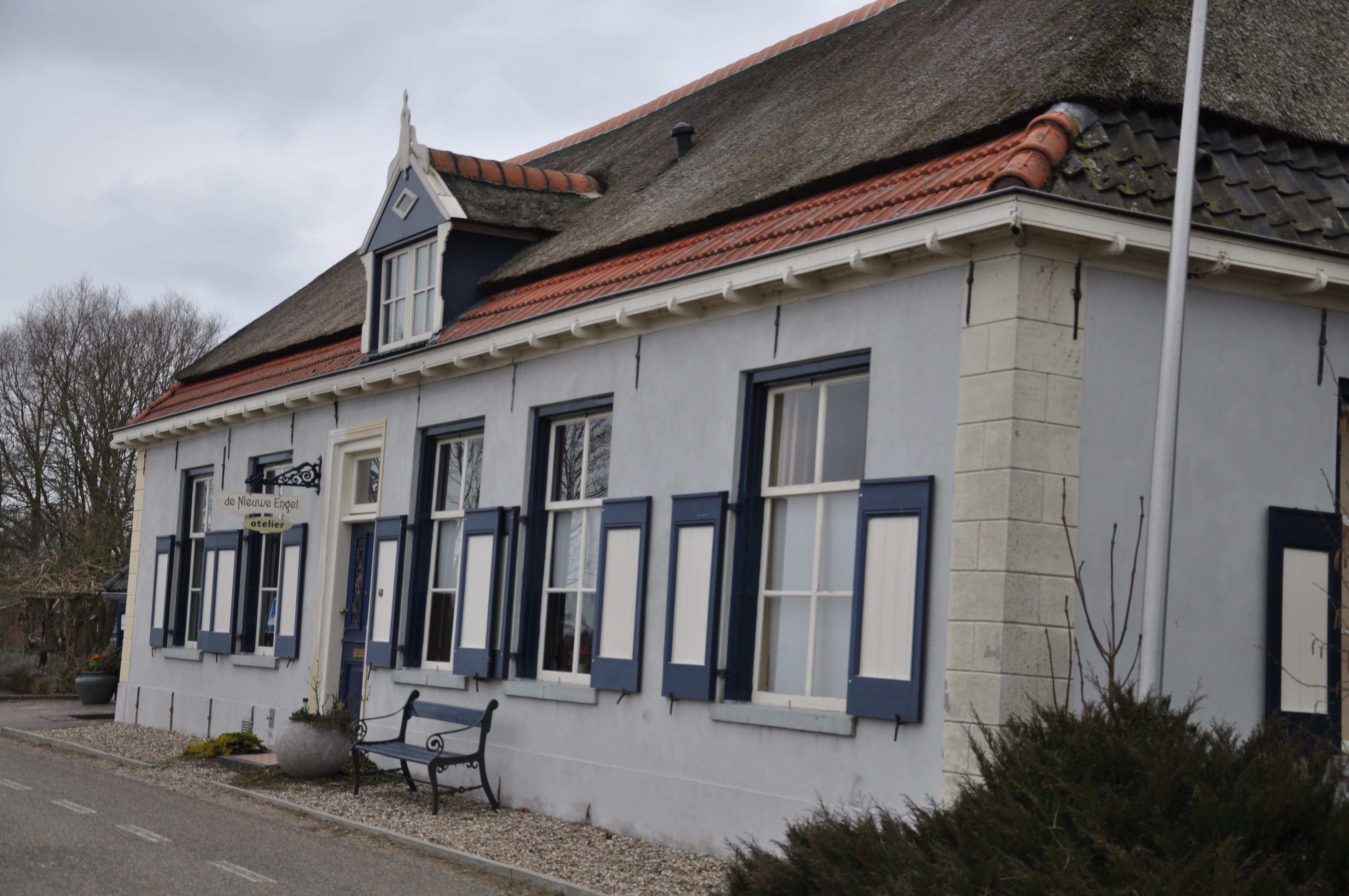
Ферма у Велсюмі
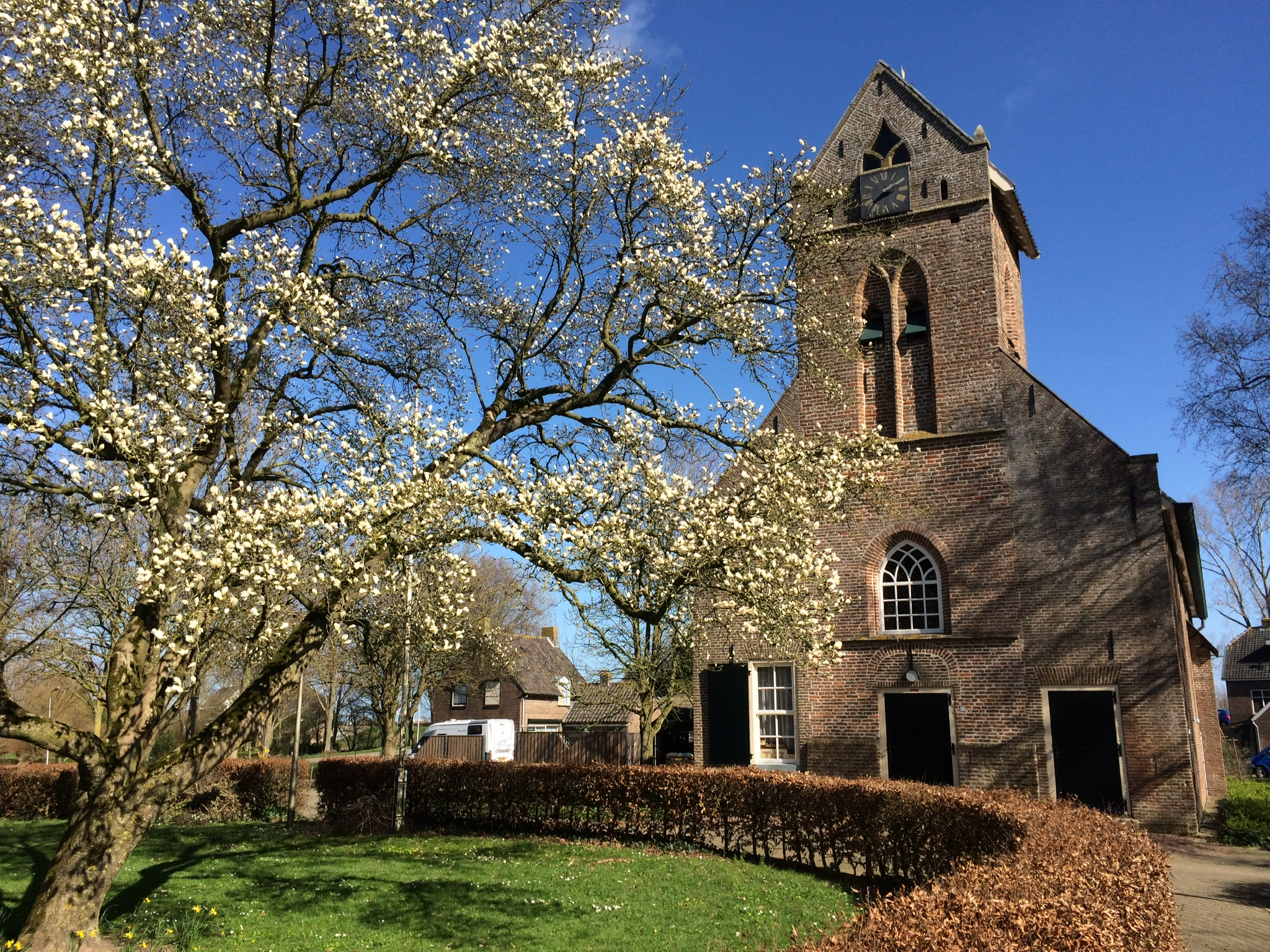
Сільська церква
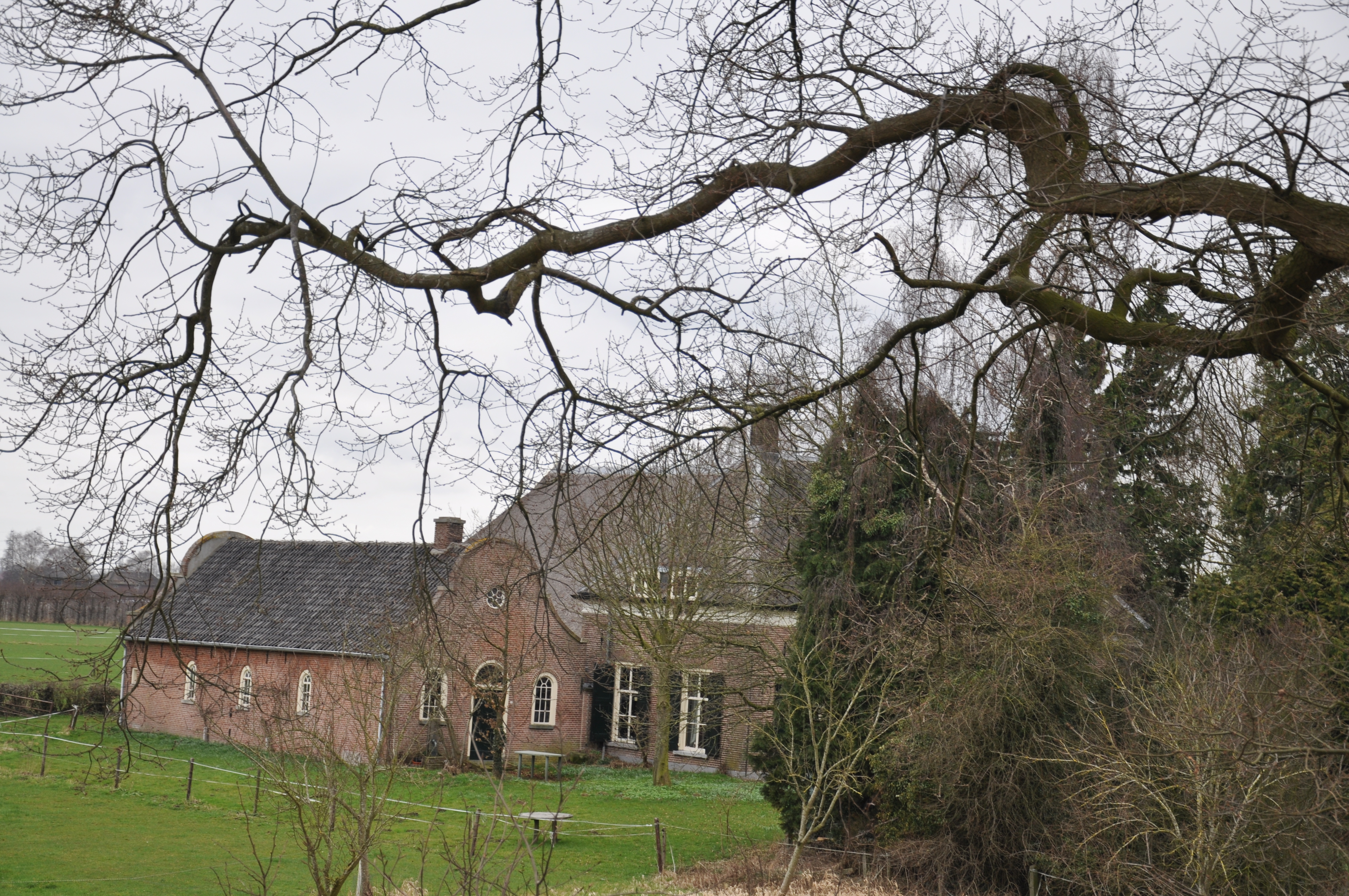
Ферма у Велсюмі
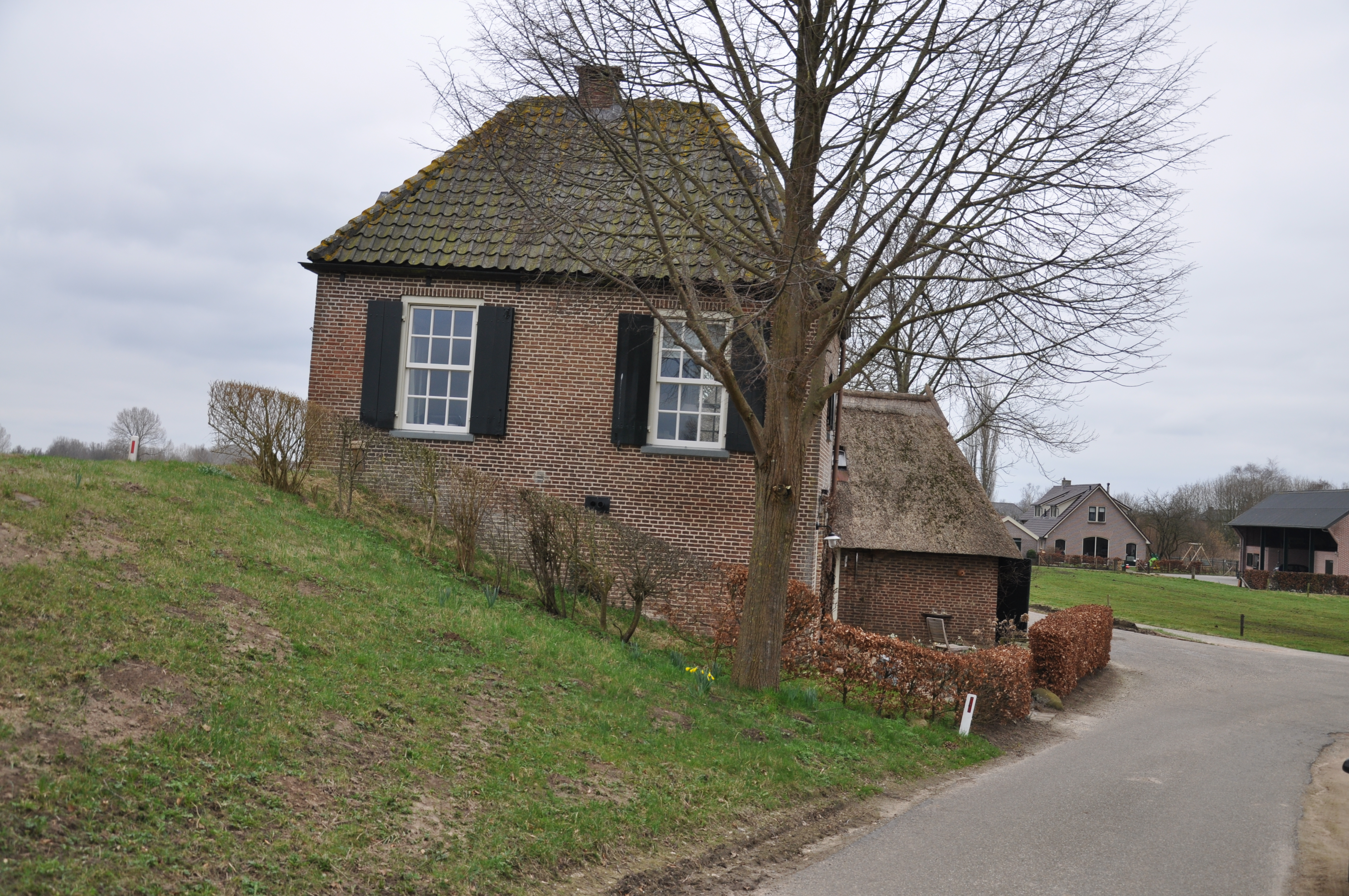
Колишній митний будинок